# Turbosquid
Turbosquid (firmeneigene Schreibweise: TurboSquid) ist eines der größten Webportale zum Vertrieb von 3D-Modellen für 3D-Computergrafik. 1999 unter dem Namen iPublish gegründet, im April 2000 umbenannt und im August 2000 auf der Siggraph-Konferenz als „TurboSquid“ (deutsch: Turbo-Tintenfisch) vorgestellt, bietet die Webseite inzwischen Hunderttausende von 3D-Modellen sowie Texturen und Bewegungsdaten (Mocap) für 3D-Grafiker, Computeranimatoren und Webdesigner an. Typische Objekte sind detaillierte 3D-Ansichten von Großstädten wie Manhattan und Anatomievisualisierungen, die über 1.000 Dollar kosten können, oder nur wenige Dollar teure Alltagsgeräte wie Teekessel oder die Innenausstattungen von Räumen.
Turbosquid wurde von Matt und Andy Wisdom in New Orleans gegründet. Die Überflutung der Stadt durch den Sturm Katrina 2005 führte zur Schließung der Büros. Jedoch blieben die Server, die sich physikalisch woanders befanden, unbetroffen, sodass die Webseite online blieb. Später zog die Firma unter der Leitung von Matt Wisdom zurück in die Stadt. Im Jahr 2011 überschritt laut eigenen Angaben die Zahl der registrierten Kunden die Marke von 2,3 Millionen, und die der zuliefernden Künstler die 20.000.
Die Daten stehen in mehreren Formaten zum Herunterladen zur Verfügung (fbx, obj, mb etc.) und sind damit von den meisten 3D-Computerprogrammen wie 3Ds Max, Rhino oder Maya einlesbar. Wer zum Beispiel eine Stadtszene bei Turbosquid bezahlt hat, kann in den Straßen selbst entwickelte oder zugekaufte Charaktere und Tiere herumlaufen lassen, eigenes Licht und Wetter einfügen und virtuelle Kamerabewegungen erstellen. Stadtszenen gibt es mit Auflösungen ab 300 Polygonen, bis zu über einer Million Polygone. Um eine so komplexe Szene selber zu bauen, bräuchte ein einzelner Künstler Wochen oder Monate.
Die Lizenzierung erfolgt in der Regel über den einmaligen Kauf und umfasst keine späteren Zahlungen. Turbosquid gilt als eines der ersten Webportale, wo jeder ohne redaktionellen Einfluss seine digitale Arbeit anbieten kann und sie bei jedem Download eines Interessenten abzüglich der Servicegebühren vergütet bekommt. Zu den Kunden gehören vor allem die Entwickler von Computerspielen, aber auch große Firmen wie Pixar, die 3D-Computeranimationen herstellen, Werbeagenturen und Fernsehsender.
Zu den Konkurrenten gehören unter anderem Free3D (kostenlose Objekte), Squiggly Rigs (spezialisiert auf 3D-Charaktere), 3doecan (ursprünglich 3D-Landschaften und -Gewässer) und mehrere andere.